# U.S. National Championships 1948
Gli U.S. National Championships 1948 (conosciuti oggi come US Open) sono stati la 68ª edizione degli U.S. National Championships e quarta prova stagionale dello Slam per il 1948. I tornei di singolare e doppio misto si sono disputati al West Side Tennis Club nel quartiere di Forest Hills di New York, quelli di doppio maschile e femminile al Longwood Cricket Club di Chestnut Hill, negli Stati Uniti.
Il singolare maschile è stato vinto dallo statunitense Pancho Gonzales, che si è imposto sul connazionale Eric W. Sturgess col punteggio di 6–2, 6–3, 14–12. Il singolare femminile è stato vinto dalla statunitense Margaret Osborne duPont, che ha battuto in finale la connazionale Louise Brough Clapp. Nel doppio maschile si sono imposti Gardnar Mulloy e Bill Talbert. Nel doppio femminile hanno trionfato Louise Brough e Margaret Osborne. Nel doppio misto la vittoria è andata a Louise Brough, in coppia con Tom Brown.

## Seniors

### Singolare maschile
Pancho Gonzales ha battuto in finale  Eric W. Sturgess con il punteggio di 6–2, 6–3, 14–12.

### Singolare femminile
Margaret Osborne duPont ha battuto in finale  Louise Brough Clapp con il punteggio di 4–6, 6–4, 15–13.

### Doppio maschile
Gardnar Mulloy /  Bill Talbert hanno battuto in finale  Frank Parker /  Ted Schroeder con il punteggio di 1–6, 9–7, 6–3, 3–6, 9–7.

### Doppio femminile
Louise Brough /  Margaret Osborne hanno battuto in finale  Patricia Todd /  Doris Hart con il punteggio di 6–4, 8–10, 6–1.

### Doppio misto
Louise Brough /  Tom Brown hanno battuto in finale  Margaret Osborne duPont /  Bill Talbert con il punteggio di 6–4, 6–4.